# Большие Валговицы
Больши́е Ва́лговицы (фин. Suuri Valkovitsa) — деревня в Котельском сельском поселении Кингисеппского района Ленинградской области.

## История
Впервые упоминается в Писцовой книге Водской пятины 1500 года как село Валговицы в Никольском Толдожском погосте в Чюди Ямского уезда.
Затем как деревня Valgovitza by в Толдожском погосте в шведских «Писцовых книгах Ижорской земли» 1618—1623 годов.
На карте Ингерманландии А. И. Бергенгейма, составленной по шведским материалам 1676 года, она обозначена как деревня Walgowits.
На шведской «Генеральной карте провинции Ингерманландии» 1704 года — как Wolgowitzabÿ.
Как деревня Волговицы она обозначена на «Географическом чертеже Ижорской земли» Адриана Шонбека 1705 года.
Как деревня Волговичи упомянута на карте Ингерманландии А. Ростовцева 1727 года.
На карте Санкт-Петербургской губернии Ф. Ф. Шуберта 1834 года обозначена деревня Большие Валговицы, состоящая из 24 крестьянских дворов и при ней мыза Валговицкая.

ВАЛГОВИЦЫ — мыза принадлежит жене гвардии ротмистра Фон-дер-Флит, число жителей по ревизии: 11 м. п., 11 ж. п.

БОЛЬШИЕ ВАЛГОВИЦЫ — деревня принадлежит жене гвардии ротмистра Фон-дер-Флит, число жителей по ревизии: 65 м. п., 70 ж. п. (1838 год)

На этнографической карте Санкт-Петербургской губернии П. И. Кёппена 1849 года она обозначена как деревня «Walgowitz», населённая водью. В пояснительном тексте к этнографической карте она записана как 
- мыза Walgowitz (Валговицы), количество её жителей на 1848 год: води — 7 м. п., 7 ж. п., всего 14 человек
- деревня Suur Walgowitz (Большие Валговицы), количество её жителей на 1848 год: води — 63 м. п., 72 ж. п., всего 135 человек[12].

Согласно карте профессора С. С. Куторги 1852 года деревня Большие Валговицы насчитывала 24 двора.

БОЛЬШИЕ ВЕЛЬГОВИЦЫ — деревня наследников вдовы ротмистра Фон-дер-Флит, 10 вёрст по почтовой, а остальное по просёлочной дороге, число дворов — 21, число душ — 81 м. п. (1856 год)

БОЛЬШИЕ ВАЛГОВИЦЫ — деревня, число жителей по X-ой ревизии 1857 года: 92 м. п., 85 ж. п., всего 177 чел.

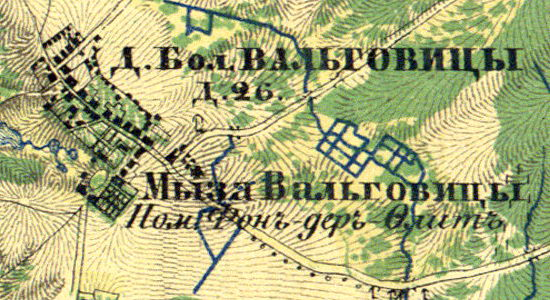
Деревня Большие Валговицы на карте 1860 года

Согласно «Топографической карте частей Санкт-Петербургской и Выборгской губерний» в 1860 году деревня называлась Большие Вальговицы и насчитывала 26 крестьянских дворов, смежно с ней располагалась мыза Вальговицы помещика фон-дер Флит.

БОЛЬШИЕ ВАЛГОВИЦЫ — деревня владельческая при прудах и колодцах, число дворов — 28, число жителей: 92 м. п., 76 ж. п.; Церковь православная. Часовня. (1862 год)

БОЛЬШИЕ ВАЛГОВИЦЫ — село, по земской переписи 1882 года: семей — 40, в них 102 м. п., 99 ж. п., всего 201 чел.

Сборник Центрального статистического комитета описывал деревню так:

БОЛЬШИЕ ВОЛГОВИЦЫ — село бывшее владельческое, дворов — 35, жителей — 192. Церковь православная. (1885 год)

Согласно материалам по статистике народного хозяйства Ямбургского уезда 1887 года, мыза Валговицы площадью 473 десятины принадлежала купцу Е. Н. Игумнову, она была приобретена в 1877 году за 6000 рублей. В мызе был фруктовый (яблони) и ягодный (смородина и крыжовник) сады. Каменный двухэтажный дом с десятью комнатами сдавался в аренду.
По земской переписи 1899 года:

БОЛЬШИЕ ВАЛГОВИЦЫ — село, число хозяйств — 44, число жителей: 119 м. п., 108 ж. п., всего 227 чел.;
 разряд крестьян: бывшие владельческие; народность: русская — 141 чел., финская — 6 чел., смешанная — 80 чел.

В конце XIX — начале XX века деревня административно относилась к Лужицкой волости 2-го стана Ямбургского уезда Санкт-Петербургской губернии. Население деревни было смешанным — водско-русским.
По данным «Памятных книжек Санкт-Петербургской губернии» за 1900 и 1905 годы мыза Валговицы площадью 551 десятина принадлежала наследникам санкт-петербургского купца Ермолая Никитича Игумнова.
С 1917 по 1924 год деревня Большие Валговицы входила в состав Валговицкого сельсовета Котельской волости Кингисеппского уезда.
С 1924 года в составе Березняцкого сельсовета.
С 1925 года в составе Валговицского сельсовета.
Согласно данным переписи населения СССР 1926 года в селе Валговицы Большие проживали 243 человека, большинство русские, а также поляки; в деревне Валговицы проживали 157 человек, все русские.
С 1927 года в составе Котельского района.
С 1928 года в составе Великинского сельсовета. В 1928 году население деревни Большие Валговицы составляло 400 человек.
С 1931 года в составе Кингисеппского района.
По данным 1933 года деревня Большие Валговицы входила в состав Великинского сельсовета Кингисеппского района.

План деревни Большие Валговицы. 1938 год

Согласно топографической карте 1938 года деревня насчитывала 72 двора. В центре деревни находились две школы и церковь.
C 1 августа 1941 года по 31 января 1944 года деревня находилась в оккупации.
В 1958 году население деревни Большие Валговицы составляло 156 человек.
По данным 1966 и 1973 годов деревня Большие Валговицы также находилась в составе Великинского сельсовета.
По данным 1990 года деревня Большие Валговицы входила в состав Котельского сельсовета.
В 1997 году в деревне Большие Валговицы проживали 35 человек, в 2002 году — 41 человек (русские — 85 %), в 2007 году — 23.

## География
Деревня расположена в северо-восточной части района на автодороге А180 (E 20) (Санкт-Петербург — Ивангород — граница с Эстонией) «Нарва».
Расстояние до административного центра поселения — 18 км.
Расстояние до железнодорожной платформы Валговицы — 4 км.

## Демография
| 1862 | 2007 | 2010 | 2017 |
| ---- | ---- | ---- | ---- |
| 168  | ↘23  | ↗29  | ↘17  |

### Национальный состав
Согласно данным Всероссийской переписи населения 2021 года в деревне проживали 34 человека, все русские.

## Достопримечательности
Близ деревни находятся средневековые курганно-жальничные могильники и остатки каменных могильников римского времени.